# Paolo Canè
Paolo Canè [ˈpaːolo kaˈnɛ] (Bolonia, 9 de abril de 1965) es un jugador de tenis italiano. En su carrera ha conquistado seis torneos a nivel ATP, su mejor posición fue la 26.ª en noviembre de 1989.

## Títulos

### Individuales
| Leyenda                |
| Grand Slam (0)         |
| Tennis Masters Cup (0) |
| ATP Masters Series (0) |
| ATP Tour (3)           |

| N.º | Fecha | Torneo  | Superficie    | Oponentes en la final | Resultado      |
| --- | ----- | ------- | ------------- | --------------------- | -------------- |
| 1.  | 1986  | Burdeos | Tierra batida | Kent Carlsson         | 6-4, 1-6, 7-5  |
| 2.  | 1989  | Båstad  | Tierra batida | Bruno Orešar          | 7-6(4), 7-6(5) |
| 3.  | 1991  | Bolonia | Tierra batida | Jan Gunnarsson        | 5-7, 6-3, 7-5  |

### Dobles
| Leyenda                |
| Grand Slam (0)         |
| Tennis Masters Cup (0) |
| ATP Masters Series (0) |
| ATP Tour (3)           |

| N.º | Fecha | Torneo  | Superficie    | Pareja         | Oponentes en la final             | Resultado |
| --- | ----- | ------- | ------------- | -------------- | --------------------------------- | --------- |
| 1.  | 1985  | Bolonia | Tierra batida | Simone Colombo | Jordi Arrese Alberto Tous         | 7–5, 6–4  |
| 2.  | 1986  | Bolonia | Tierra batida | Simone Colombo | Claudio Panatta Blaine Willenborg | 6–1, 6–2  |
| 3.  | 1986  | Palermo | Tierra batida | Simone Colombo | Claudio Mezzadri Gianni Ocleppo   | 7–5, 6–3  |